# Banteay Kdei

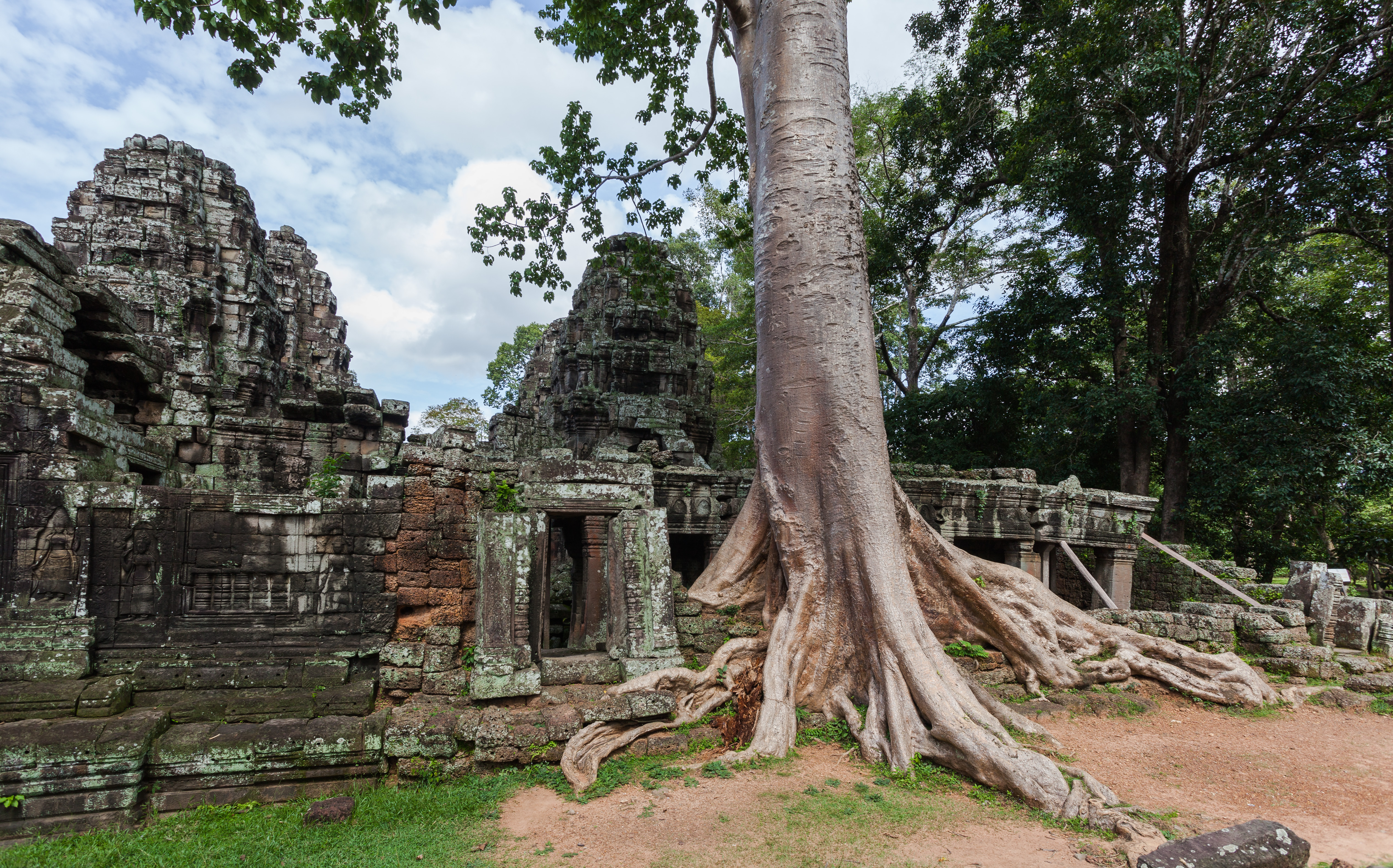
Banteay Kdei

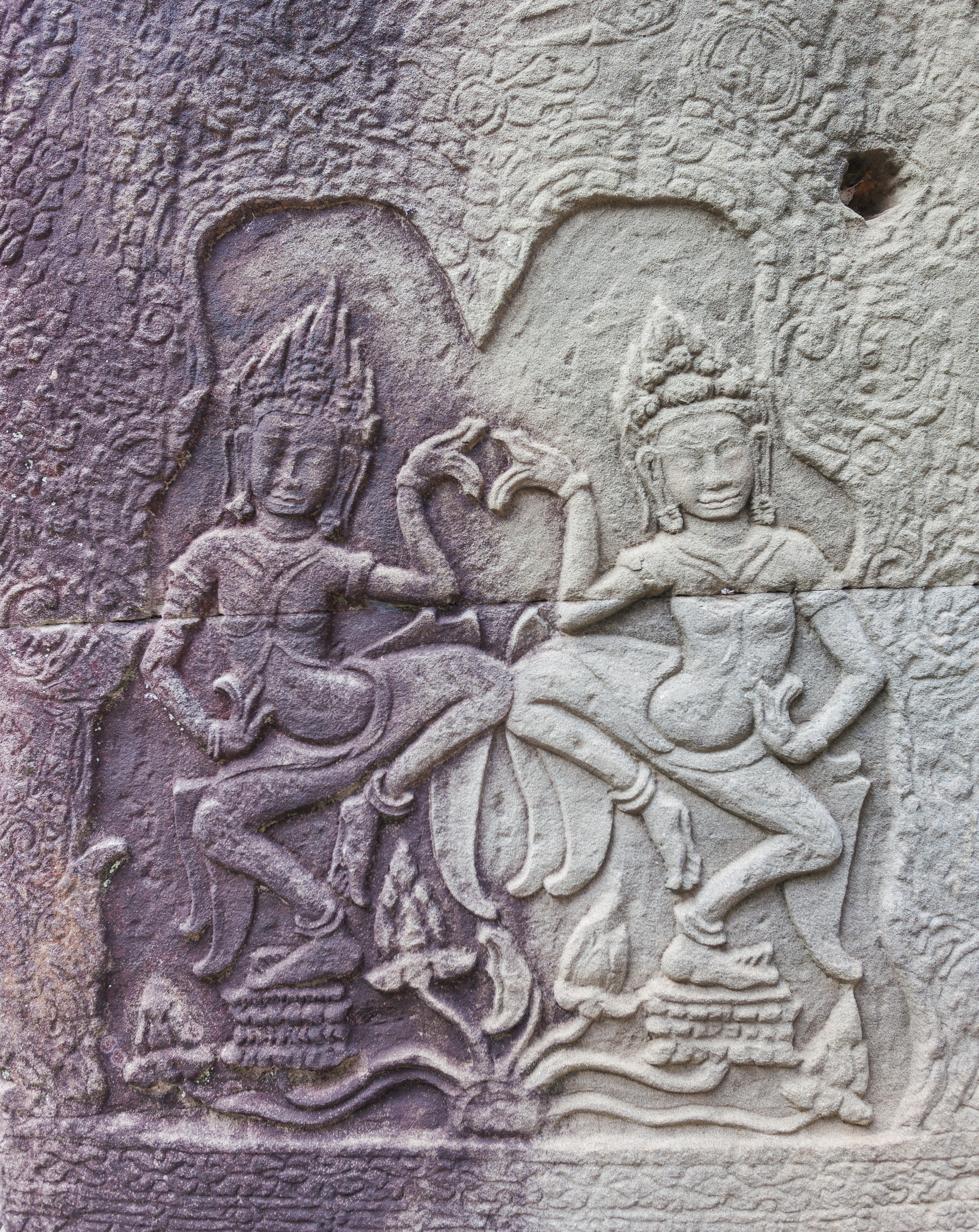
Zwei tanzende Apsaras

Banteay Kdei ist ein von der Mitte des 12. bis zum Anfang des 13. Jahrhunderts unter König Jayavarman VII. (1181–1220) gebauter Klosterkomplex in Angkor. Der Bau ähnelt dem Ta Prohm, ist aber weniger verziert und kleiner. Wegen der schlechten Bauweise und des brüchigen Sandsteins ist er heute in schlechtem Zustand.
König Jayavarman VII. ließ ihn als ersten der drei Klosterkomplexe (vor Ta Prohm und Neak Pean) in Angkor für seinen Lehrer errichten.

## Galerie

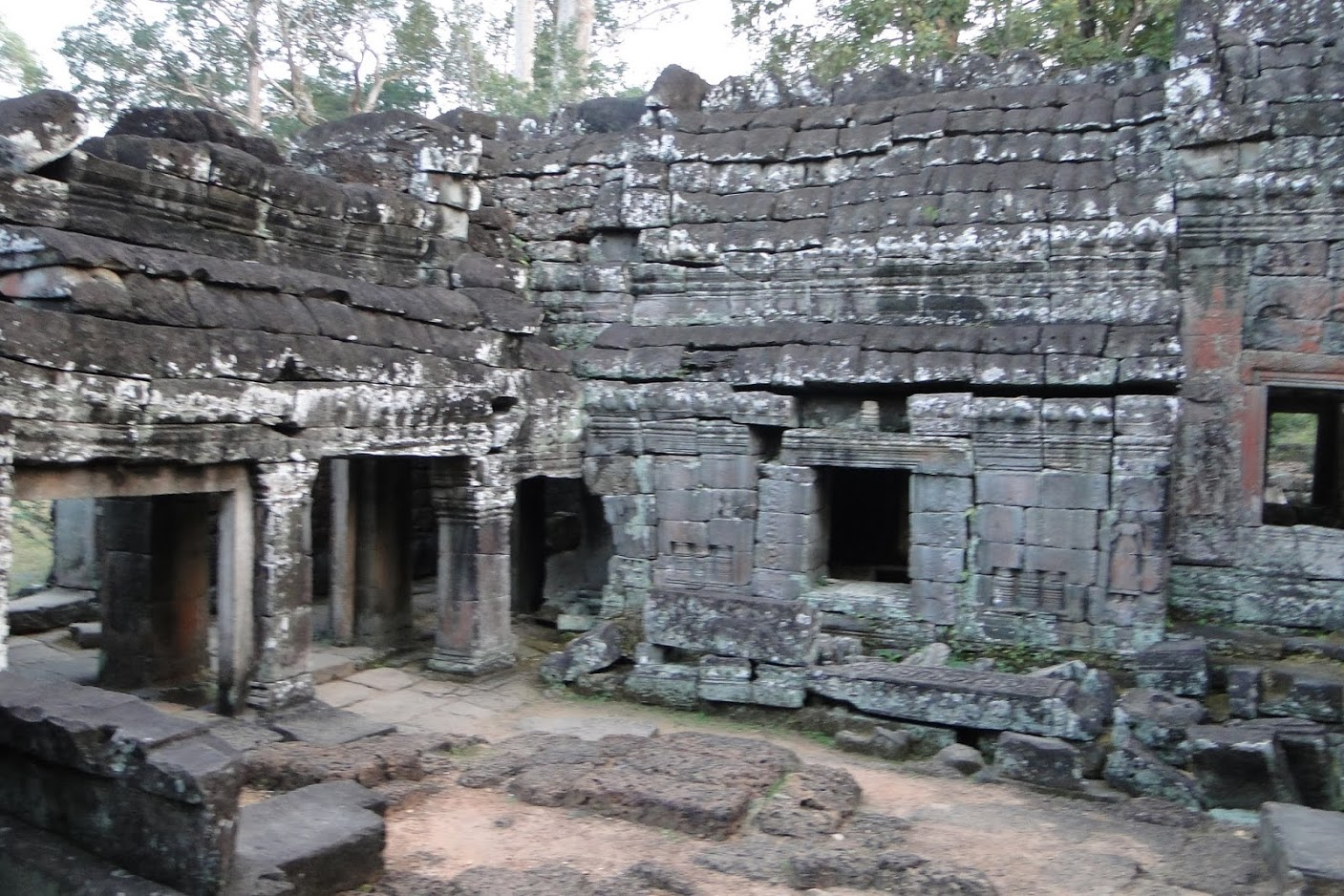
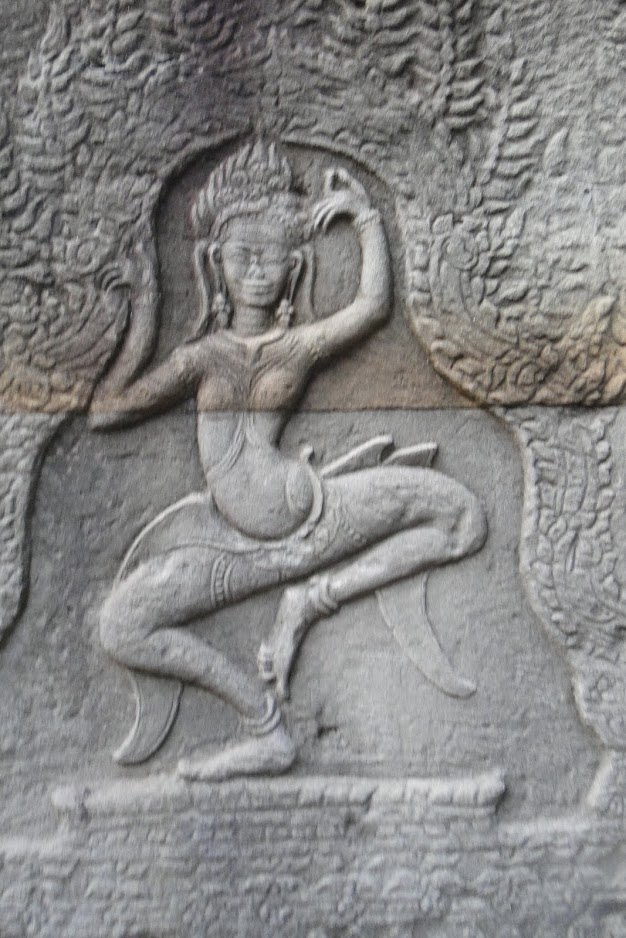
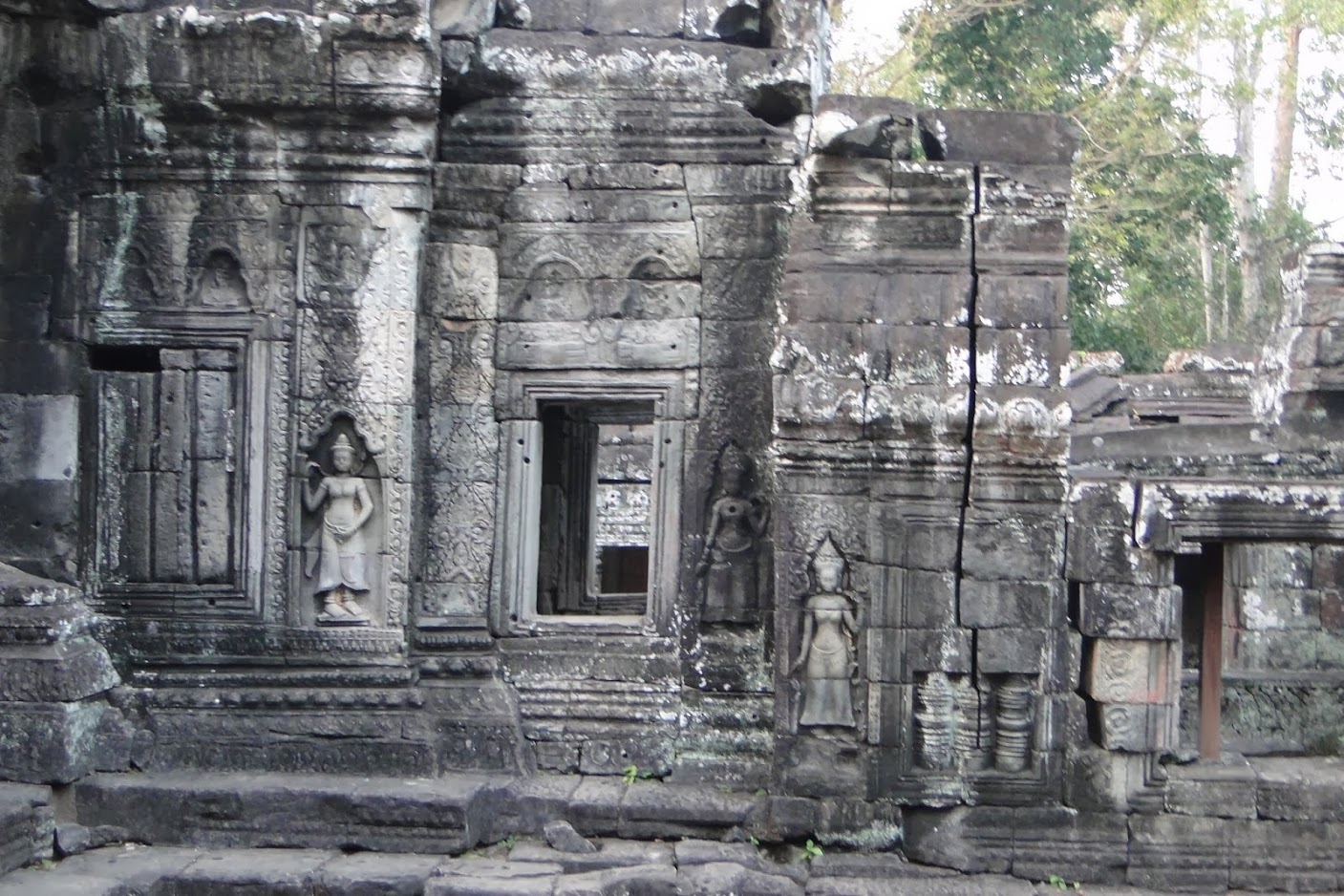
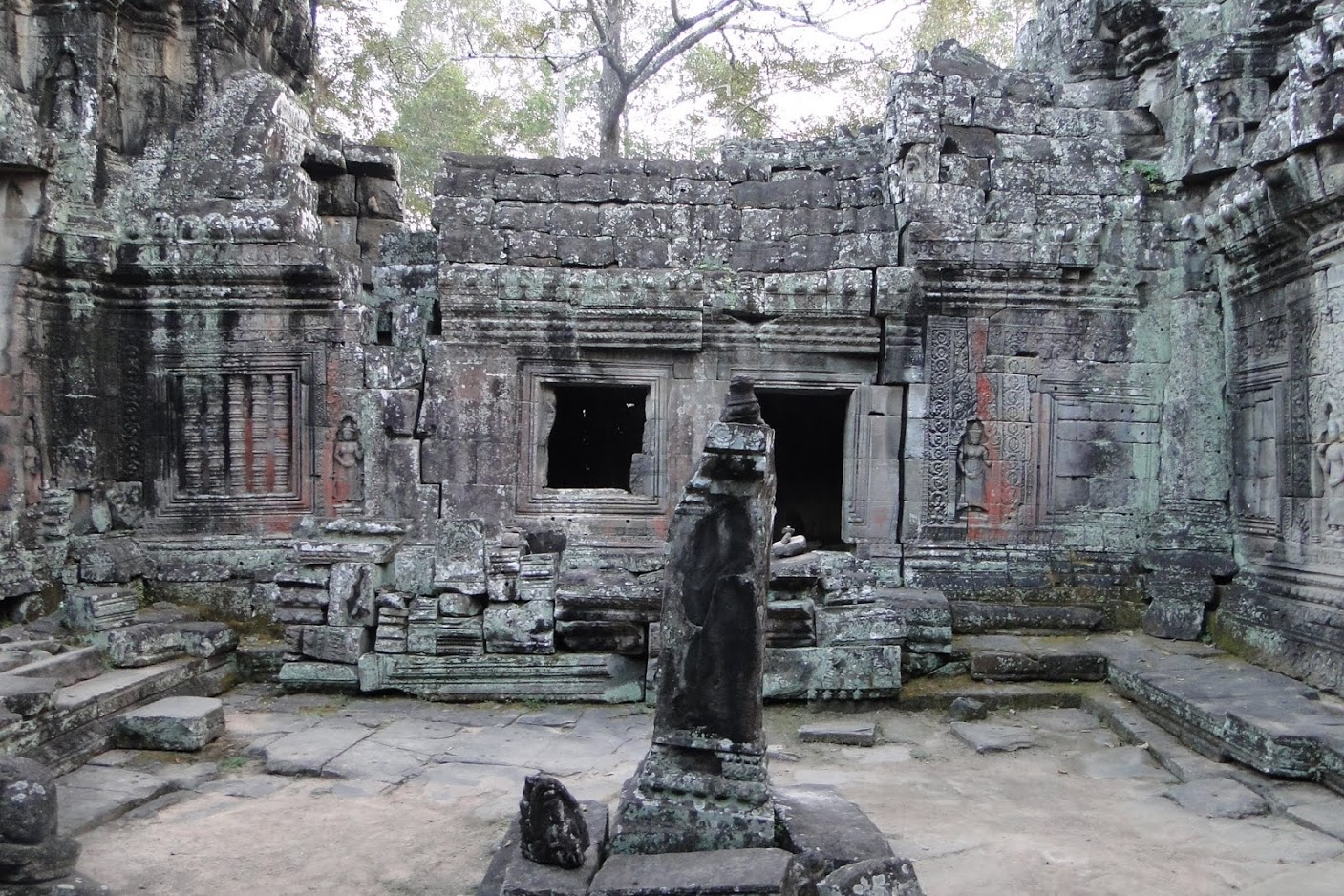
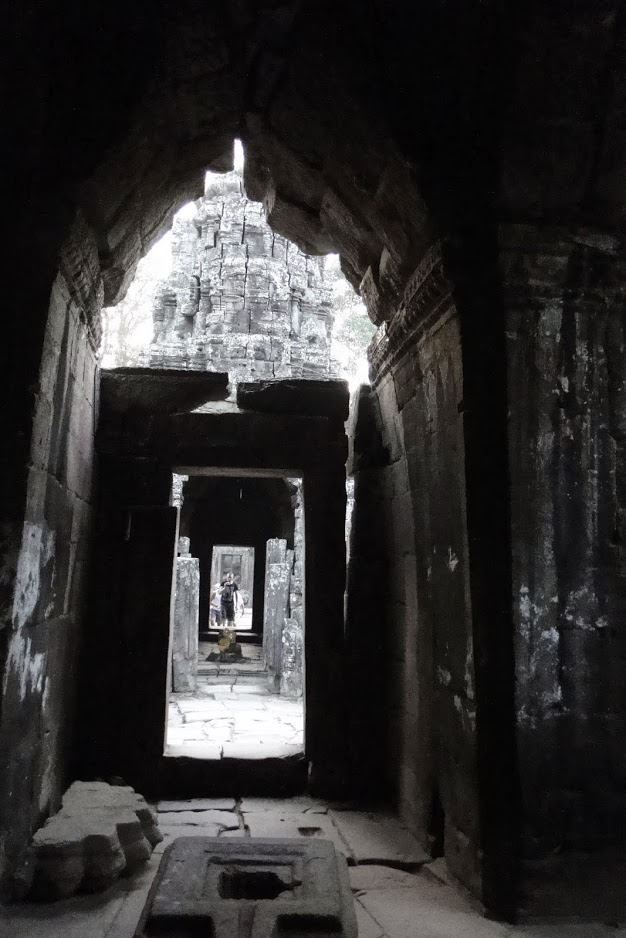
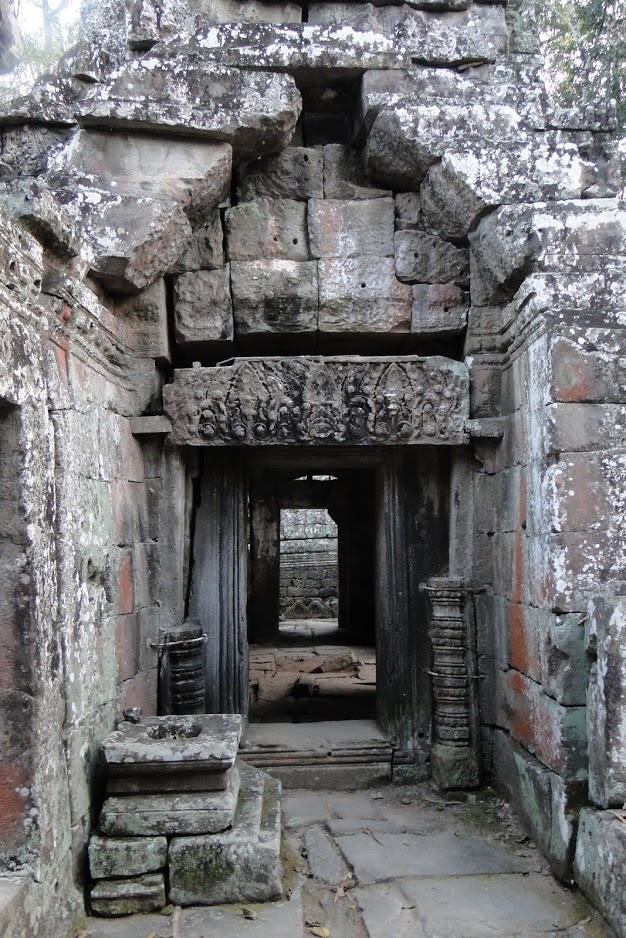
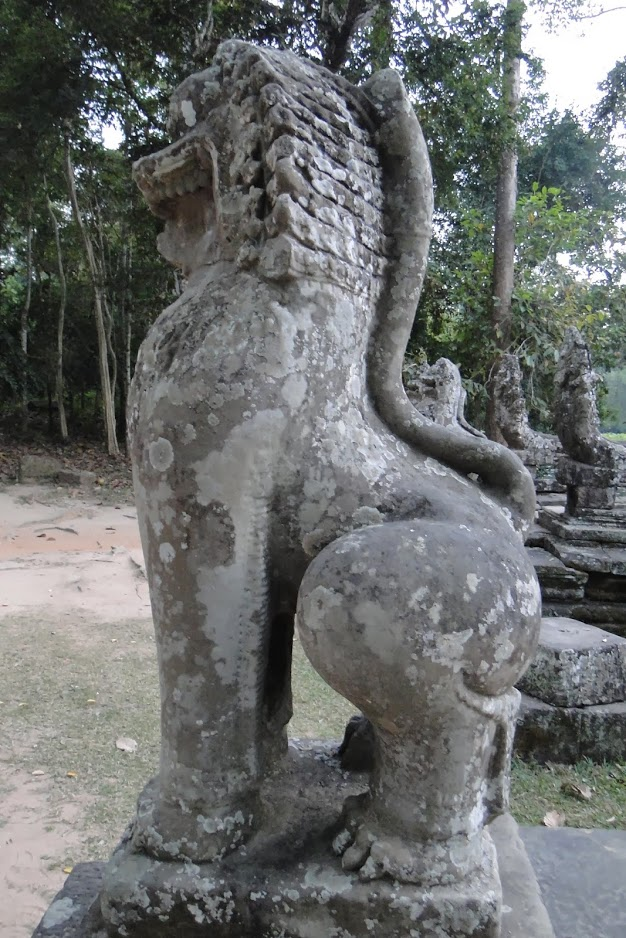
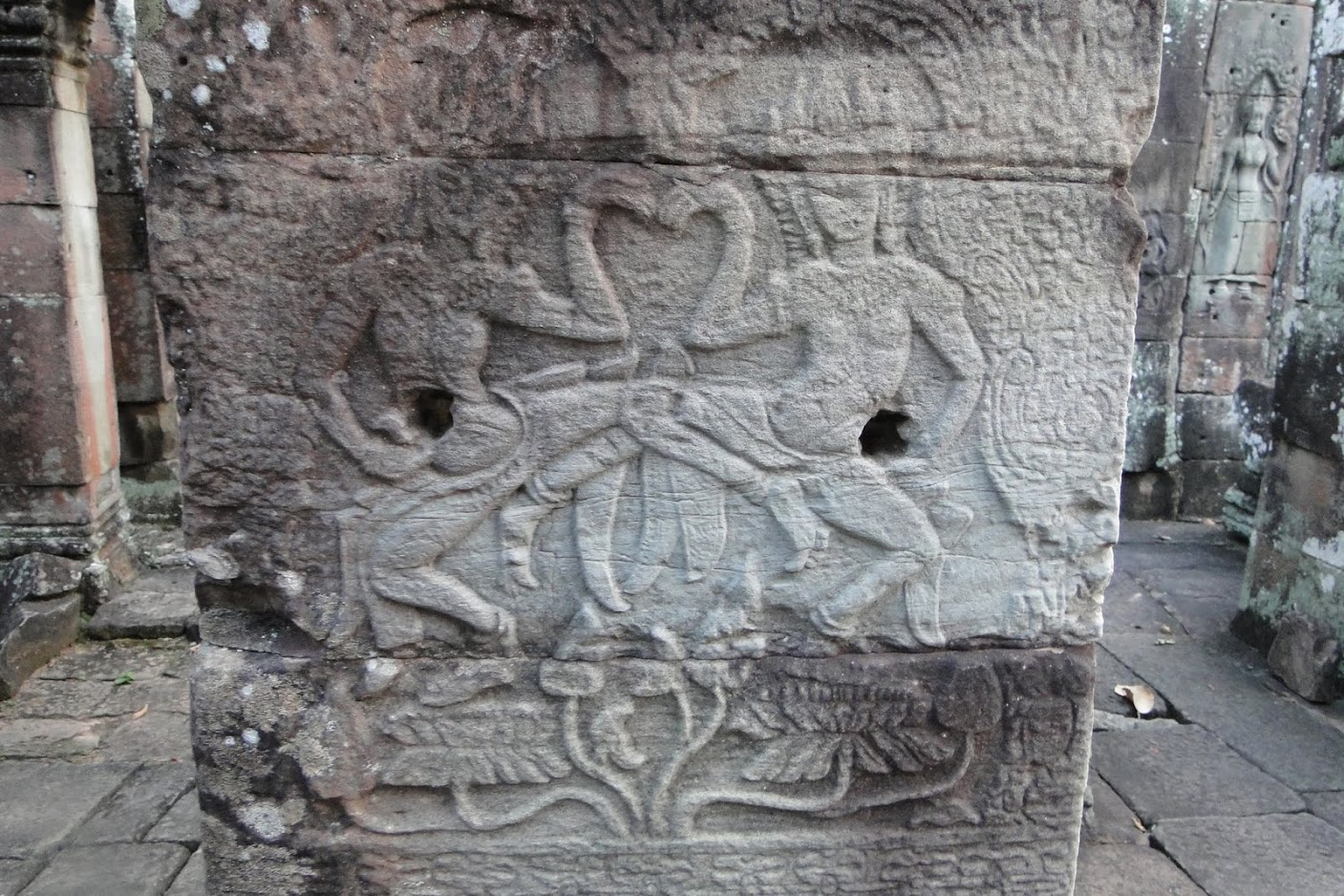